# Yamil Garnier
Luis Yamil Garnier (Concepción del Uruguay, Entre Ríos, Argentina; 22 de diciembre de 1982) es un exfutbolista profesional argentino que se desempeñaba como Volante, aunque también puede hacerlo de defensor. Su último equipo fue el Club Atlético Sarmiento de Junín, en la Primera División de Argentina.
En la final del Campeonato Transición de la Primera Nacional de 2020 en la que enfrentaron a Estudiantes de Rio Cuarto en el estadio 15 de Abril fue uno de los jugadores que convirtió su penal para que el club de Junín retornase a la máxima categoría del fútbol de Argentina.

## Estadísticas

### Clubes
| Club                         | Temporada           | Liga  | Liga  | Copa Nacional | Copa Nacional | Copa Internacional | Copa Internacional | Total | Total |
| Club                         | Temporada           | Part. | Goles | Part.         | Goles         | Part.              | Goles              | Part. | Goles |
| ---------------------------- | ------------------- | ----- | ----- | ------------- | ------------- | ------------------ | ------------------ | ----- | ----- |
| Atlético Uruguay Argentina   | 2001/02             | ?     | ?     | -             | -             | -                  | -                  | ?     | ?     |
| Atlético Uruguay Argentina   | 2002/03             | ?     | ?     | -             | -             | -                  | -                  | ?     | ?     |
| Atlético Uruguay Argentina   | 2003/04             | ?     | ?     | -             | -             | -                  | -                  | ?     | ?     |
| Atlético Uruguay Argentina   | Total               | 14    | 4     | -             | -             | -                  | -                  | 14    | 4     |
| Tiro Federal Argentina       | 2004/05             | 5     | 0     | -             | -             | -                  | -                  | 5     | 0     |
| Tiro Federal Argentina       | 2006/07             | 37    | 0     | -             | -             | -                  | -                  | 37    | 0     |
| Tiro Federal Argentina       | 2007/08             | 25    | 1     | -             | -             | -                  | -                  | 25    | 1     |
| Tiro Federal Argentina       | 2008/09             | 21    | 1     | -             | -             | -                  | -                  | 21    | 1     |
| Tiro Federal Argentina       | 2009/10             | 34    | 4     | -             | -             | -                  | -                  | 34    | 4     |
| Tiro Federal Argentina       | Total               | 122   | 6     | -             | -             | -                  | -                  | 122   | 6     |
| Juventud Antoniana Argentina | 2005/06             | 32    | 3     | -             | -             | -                  | -                  | 32    | 3     |
| Juventud Antoniana Argentina | Total               | 32    | 3     | -             | -             | -                  | -                  | 32    | 3     |
| Racing (C) Argentina         | 2010/11             | 36    | 4     | -             | -             | -                  | -                  | 36    | 4     |
| Racing (C) Argentina         | Total               | 36    | 4     | -             | -             | -                  | -                  | 36    | 4     |
| Sarmiento (J) Argentina      | 2011/12             | 36    | 4     | 3             | 0             | -                  | -                  | 39    | 4     |
| Sarmiento (J) Argentina      | 2012/13             | 35    | 1     | 1             | 0             | -                  | -                  | 36    | 1     |
| Sarmiento (J) Argentina      | 2013/14             | 39    | 6     | -             | -             | -                  | -                  | 39    | 6     |
| Colón Argentina              | 2014                | 18    | 0     | 2             | 0             | -                  | -                  | 20    | 0     |
| Colón Argentina              | 2015                | 21    | 0     | 1             | 0             | -                  | -                  | 22    | 0     |
| Colón Argentina              | 2016                | 2     | 0     | -             | -             | -                  | -                  | 2     | 0     |
| Colón Argentina              | 2016/17             | 10    | 1     | 1             | 0             | -                  | -                  | 11    | 1     |
| Colón Argentina              | Total               | 51    | 1     | 4             | 0             | -                  | -                  | 55    | 1     |
| Sarmiento (J) Argentina      | 2017/18             | 26    | 2     | 1             | 0             | -                  | -                  | 27    | 2     |
| Sarmiento (J) Argentina      | 2018/19             | 26    | 2     | 0             | 0             | -                  | -                  | 26    | 2     |
| Sarmiento (J) Argentina      | 2019/20             | 14    | 0     | 0             | 0             | -                  | -                  | 14    | 0     |
| Sarmiento (J) Argentina      | 2020                | 3     | 0     | -             | -             | -                  | -                  | 3     | 0     |
| Sarmiento (J) Argentina      | 2021                | 0     | 0     | 4             | 0             | -                  | -                  | 4     | 0     |
| Sarmiento (J) Argentina      | 2022                | 4     | 0     | -             | -             | -                  | -                  | 4     | 0     |
| Sarmiento (J) Argentina      | 2023                | 1     | 0     | 1             | 0             | -                  | -                  | 2     | 0     |
| Sarmiento (J) Argentina      | Total               | 184   | 15    | 10            | 0             | -                  | -                  | 194   | 15    |
| Total en su carrera          | Total en su carrera | 439   | 33    | 14            | 0             | -                  | -                  | 453   | 33    |

## Palmarés

### Campeonatos nacionales
| Título                                | Equipo                 | País      | Año     |
| ------------------------------------- | ---------------------- | --------- | ------- |
| Campeonato de Primera B Nacional      | Tiro Federal Argentino | Argentina | 2004/05 |
| Campeonato de Primera B Metropolitana | Sarmiento (Junín)      | Argentina | 2011/12 |
| Campeonato de Primera B Nacional      | Colón de Santa Fe      | Argentina | 2014    |
| Campeonato de Primera B Nacional      | Sarmiento (Junín)      | Argentina | 2020    |